# Die letzte Mätresse
Der französische Spielfilm Die letzte Mätresse wurde 2007 von Catherine Breillat inszeniert; es war ihr erstes Kostümdrama. Und erstmals verfasste sie das Drehbuch nicht nach einer eigenen Erzählung, sondern nach dem gleichnamigen Roman von Barbey d'Aurevilly (1851). Die Liebesgeschichte handelt von zwei Menschen, die trotz aller Schwierigkeiten, die ihrer Beziehung innewohnen, nicht voneinander loskommen. Sie ist 1835 im müßiggängerischen Pariser Adel und oberen Bürgertum angesiedelt, die Handlungsorte sind Parks, Salons und Schlafgemächer. Die Hauptrollen spielen Asia Argento und Fu'ad Aït Aattou. In Neben- und Kleinstrollen bietet Breillat viele Schauspielerinnen auf, die in ihren früheren Filmen Hauptrollen innehatten, so etwa Lio, Caroline Ducey, Roxane Mesquida, Sarah Pratt, Anne Parillaud und Amira Casar. Seine Uraufführung erlebte das 7 Millionen Euro teure Werk im Wettbewerb von Cannes 2007.

## Handlung
Die junge Hermangarde, Enkelin der Marquise de Flers, schmachtet nach dem 30-jährigen Kleinadligen Ryno de Marigny und beabsichtigt, mit ihm eine Ehe einzugehen. Eine Freundin der Marquise, die Comtesse d'Artelles, macht sie darauf aufmerksam, dass es sich bei Marigny um einen stadtbekannten, unbemittelten Schwerenöter handelt. Artelles Gefährte Vicomte de Prony beobachtet Marigny dabei, wie er das Haus der spanischen Kurtisane Señora Vellini aufsucht. Von Marigny und Vellini weiß man in der hohen Gesellschaft, dass sie seit zehn Jahren eine Beziehung unterhalten.
Die Marquise de Flers, der ihre Enkelin alles bedeutet, stellt Marigny unter vier Augen zur Rede. Eine Nacht lang erzählt er ihr von den zehn Jahren mit Vellini, von der er sich nun getrennt habe. Wie er sie an einem Fest seines Freundes Comte de Mareuil kennenlernte, wie er um sie buhlte und sie ihm erlag, wie er sich ihretwegen mit ihrem Gatten Sir Reginald duellierte und verletzt wurde, wie Vellini sich scheiden ließ und das Paar nach Algerien zog. Dort gebar Vellini eine Tochter, die aber von einem Skorpion getötet wurde. Der Tod des Kindes führte zu Wut, Hass und Gewalt zwischen ihnen, dennoch kamen sie nie ganz voneinander los. Allmählich erlangte Marigny Distanz zu Vellini; sie trennten sich und lebten in etwas, das Marigny als Freundschaft betrachtete. Nach diesem Bericht gibt de Flers der Heirat ihren Segen. Nach der Heirat ziehen Marigny und Hermangarde zusammen mit de Flers und d'Artelles an die bretonische Küste, weil Marigny in Paris nicht in Versuchung geraten will. Allerdings zieht Vellini bald nach, und er trifft sie heimlich. Auch Hermangardes Schwangerschaft hält ihn nicht davon ab. Er gesteht, sich an Hermangarde festgehalten zu haben wie ein Ertrinkender an einer Planke. Seine Frau bemerkt Vellinis Anwesenheit und sieht ihn durch ein Fenster beim Verkehr mit ihr. Resigniert nimmt sie seine Untreue hin und verliert ihr Kind. Sie kehren nach Paris zurück, wo sie ihr Eheleben weiterführen, Marigny aber regelmäßig Vellini besucht.

## Entstehung und Besetzung
Für die Produktion waren 7 Millionen Euro budgetiert, laut Breillat war das mehr als ihr bei ihren letzten zehn Filmen zusammen zur Verfügung gestanden hatte. Sie legte bei den Kostümen und den dafür verwendeten Stoffen Wert auf Echtheit und lehnte hartnäckig Vorschläge ab, dabei zu sparen. Historisch nicht korrekt ist allerdings der Vortrag des Lieds „Yes, Sir!“ (auf Deutsch) innerhalb der Handlung; diesen Titel hat Ralph Benatzky ziemlich genau ein Jahrhundert später für Zarah Leander komponiert. Da Breillat ein Jahr vor Drehbeginn einen Schlaganfall erlitten hatte und das Gehen und Sprechen hatte neu erlernen müssen, verlangte die Versicherung, dass ein Ersatzregisseur bereitstand. An allen Drehorten hatte sie eine Matratze zur Verfügung, um sich zwischendurch auszuruhen.
Breillat bezeichnete die Hauptdarstellerin Asia Argento als den Baum, der den Wald wenig bekannter Darsteller dahinter verbergen sollte. Sie teile nicht die Ansichten über Sexualität, die Argento in ihren Regiearbeiten ausdrücke, und diese hätten hinsichtlich ihrer Besetzung keine Bedeutung gehabt. Den männlichen Hauptdarsteller Fu'ad Aït Aattou, der berberischer Abstammung ist, sichtete sie in einem Café. Sie habe in ihm gleich den idealen Marigny gesehen. Sie sagte ihm, während der Drehpausen nicht mit den anderen herumzuhängen. Da er sich einschloss, um seinen Text auswendig zu lernen, sei er nicht beliebt gewesen. Ihrer Ansicht nach trägt er den Film: „Sobald er nicht da ist, langweilt man sich. Ich habe übrigens gewisse Szenen rausgeschnitten, weil er nicht drin war. Er ist der Strang des Films, seine Flamme, sein Licht. Der künstlerische Blick, wie der Liebesblick, verklärt: Man verwandelt den anderen so, wie man ihn zu sehen begehrt.“ In einer Nebenrolle tritt der Cahiers du cinéma-Kritiker Jean-Philippe Tessé auf; Breillat erklärte, ihn auf der Straße entdeckt und erst danach von seinem Beruf erfahren zu haben.

## Themen und Form
In einer Paarbeziehung, so Catherine Breillat, sei der Mann zuerst der Stärkere, der sein Verlangen und seine Männlichkeit zur Geltung bringe, doch im Laufe der Liebesbeziehung werde er zum Schwächeren. „Die Frau nimmt die übergeordnete Stellung ein, indem sie den Mann vermenschlicht, der sich vom Tier entfernt“. Auf Ursachen und Motive der Bindung zwischen Marigny und Vellini geht die Erzählung nicht ein. Es bleibt offen, inwieweit sich Marigny und Vellini lieben oder inwieweit nach gegenseitigen Provokationen beschlossen haben, Liebe zu spielen. Doch die Beziehung entwickelt eine Eigendynamik. „Die Leidenschaft? Ein schwarzes Loch, eine Leere, die alles aufsaugt, die alles zermalmt.“
Im gezeigten Gegensatz zwischen der sinnlichen, vulgären Vellini und der jungfräulichen, noblen Hermangarde führt die Erzählung die alte Einteilung in Hure und Heilige fort. Dank Hermangarde kann Marigny seine gesellschaftliche Stellung verbessern und behält in der Beziehung mit ihr die Oberhand, während er Vellinis Anziehungskraft ausgeliefert ist. „Laufend kehrt er zu Vellinis wildem Geist und fleischlichen Genüssen zurück, sichtlich um zu erobern, aber ebenso erobert zu werden. Als Paar kommen Ryno und Vellini einer idealen Mischung des Männlichen und Weiblichen, von Körper und Seele nahe, doch die Gesellschaft wird ihre unkonventionelle Leidenschaft nicht gutheißen, und sie werden in die algerische Wüste exiliert.“ Am Ende ist Hermangarde in der Rolle der tugendhaften Ehefrau gefangen, während Vellini sexuell erfüllt, aber sozial geächtet wird.
Breillat zeigt die brennende Leidenschaft, die Marigny und Vellini füreinander empfinden, kaum in ihrer vollen Entfaltung, sondern im Niedergang und als Nachglanz. Die Figuren um das Liebespaar herum – de Flers, d'Artelles und de Prony – nehmen als außenstehende Voyeure und Zuhörer am Geschehen teil. Mit ihrem Humor und ihrer Leichtigkeit wiegen sie den leidenschaftlichen Ernst des tragischen Paares auf. Die Marquise de Flers versinkt wohlig im Sessel, als Marigny ihr seine Vergangenheit mit Vellini nacherzählt. Dieser Haltung entsprechend bleibt die Inszenierung des Films auf Distanz und kühl beobachtend, setzt keine außerdiegetische Musik ein und nur schlichte, ins Reine gezeichnete Bilder. Anstelle der in Kostümdramen üblichen Totalen, die die Pracht der Ausstattung ausbreiten, geht die Kamera bevorzugt nah an die Gesichter heran. Für ihre beinahe pornografischen Darstellungen von Sexualität bekannt, meinte Breillat zu den Liebesszenen in der Letzten Mätresse: „Ich wollte, dass der Film um 20 Uhr 30 ausgestrahlt werden kann, und mein Publikum ausweiten.“

## Kritik
Nach dem Urteil der Cahiers du cinéma verfährt die Regisseurin frech mit dem Roman, denn: „Breillat hat die Freiheit im Ton wiedergefunden, die sie in den 1980er-Jahren hatte: Diese prosaische Inszenierung, direkt und offen, wo sie das Naturell der Darsteller dazu einlädt, der Vorlagentreue Gewalt anzutun“. Die Regisseurin sei nun frei, die beiden Quellen zu mischen, aus denen sie in ihrem Schaffen geschöpft habe. Der Realismus werde wiederholt mit einer traumhaften Irrealität überzogen; „das Symbol zernagt das Wirkliche, verzehrt es“. Für Le Monde ist Die letzte Mätresse eine Geschichte von unvermittelter Rohheit und Sinnlichkeit. Breillat gebe sich rückhaltlos der Faszination hin, zu der sie Asia Argento veranlasse, und werfe ihr den jungen Fu'ad Aït Aattou zum Fraß vor. Mit der Adelswelt wisse sie allerdings nichts anzufangen und Marigny und Vellini nicht darin zu verankern. Zudem verfahre sie mit Teilen des Films unterschiedlich, überlasse etwa die Unterhaltungen zwischen den Damen de Flers und d'Artelles den Schauspielerinnen, die sie munter ins Klatschhafte zögen.
Die deutsche Presse besprach den Film, der in Deutschland nicht in die Kinos kam, anlässlich der Filmfestspiele in Cannes 2007. Cristina Nord von der taz stellte erfreut fest, Breillat habe aufgehört, „ewige Gewissheiten über die gegensätzliche Natur von Mann und Frau verkünden zu wollen“. Sie inszeniere viel subtiler als in früheren Werken, „einfallsreich, souverän und interessant verschachtelt“. Unterstützung leiste ihr Asia Argentos „Unerschrockenheit, ihre Tatkraft und ihr Selbstbewusstsein“. Auf Spiegel Online gab sich Lars-Olav Beier enttäuscht, dass nicht einmal Breillat den Erotikmangel des Cannes-Jahrgangs beheben konnte und es bei „prasselndem Kaminfeuer als erotischer Metapher“ beließ: „Ein bisschen hat man das Gefühl, dass Breillat, eine Expertin für Ohne-Kostüm-Filme, für diese stickige Literaturverfilmung nicht die Idealbesetzung war.“ Michael Althen maß in der Frankfurter Allgemeinen Sonntagszeitung Breillats Film an Gefährliche Liebschaften (1989). Die Herausforderung wäre gewesen, diesen zu übertreffen, doch ihr Film bleibe „gewissen sexuellen Freiheiten zum Trotz stocksteif“. Eine Gefahr würde in den von Breillat gezeigten Liebschaften nie spürbar. Tobias Kniebe (Süddeutsche Zeitung) kommentierte Breillats Vorstoß in die historische Romanwelt: „Breillat findet das Gegenwärtige in diesem Stoff und macht es greifbar, aber so ganz wohl scheint sie sich in der neuen Umgebung noch nicht zu fühlen.“ Dafür stürze sich Argento „mit ihrer ganzen Energie“ in ihre Rolle.